# لنا نازاریان
لنا رافائلی نازاریان (ارمنی: Լենա Ռաֆայելի Նազարյան؛ زادهٔ ۹ مارس ۱۹۸۳) سیاست‌مدار و روزنامه‌نگار اهل ارمنستان است. وی نماینده دوره‌های ششم و هفتم مجلس ملی جمهوری ارمنستان بوده‌است و هم‌اکنون معاون رئیس مجلس ملی جمهوری ارمنستان نیز می‌باشد.

## زندگی‌نامه
وی در ۹ مارس ۱۹۸۳ ‏در ایروان به دنیا آمد و از دانشگاه دولتی ایروان فارغ‌الحصیل گشت.